# Cal·lus

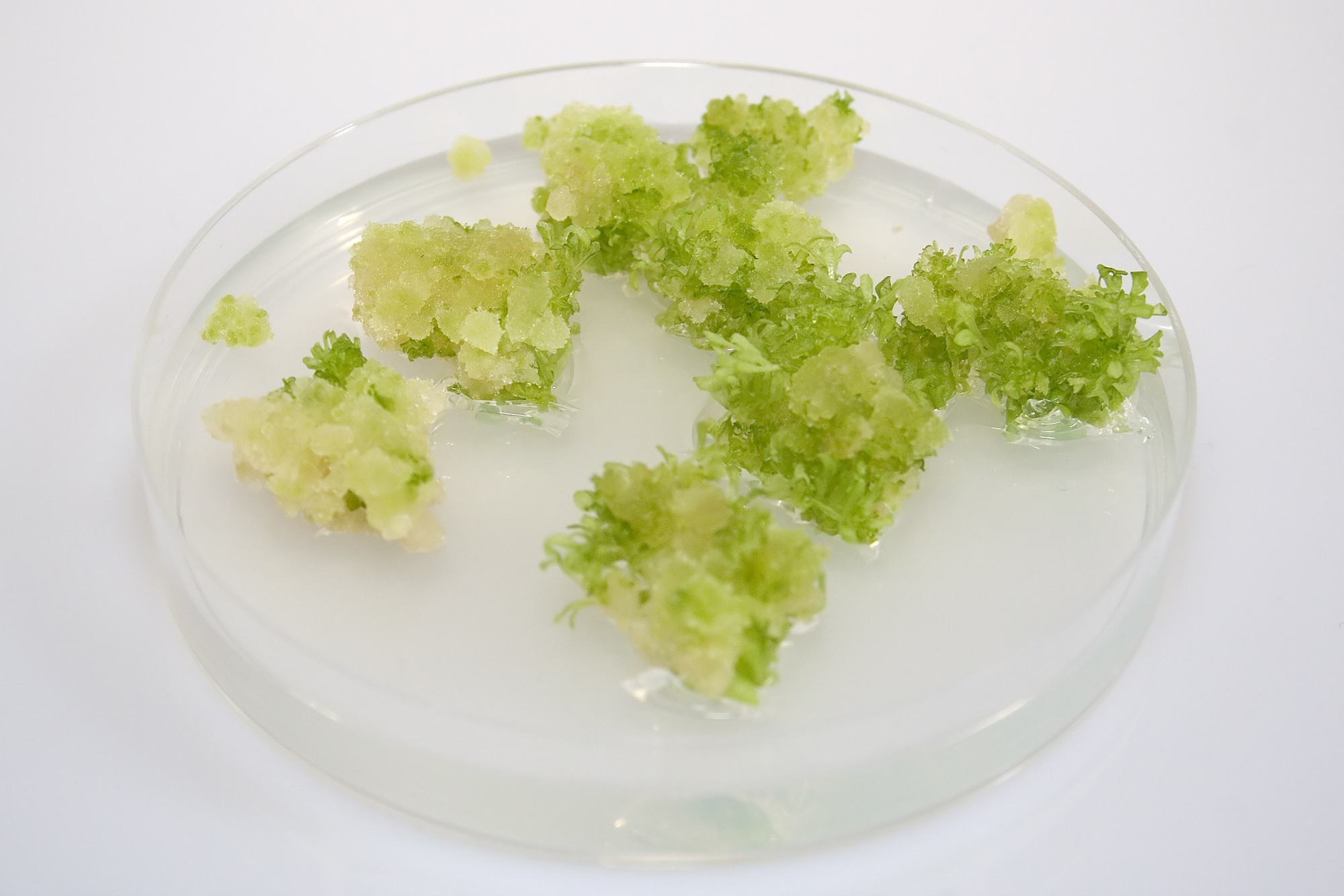
Cal·lus de cèl·lules de Nicotiana tabacum

Cal·lus o call (en anglès: callus) És un terme derivat del llatí: callus i en plural calli) que descriu en biologia cel·lular, una massa de cèl·lules indiferenciada. En biologia vegetal les cèl·lules del cal·lus són aquelles que es formen sobre la ferida d'una planta.

## Disseny
Un cultiu de cal·lus es fa normalment sobre un medi gelificat, en gran manera de la mateixa manera com proliferen els bacteris al laboratori. Un medi suficient consta d'agarosa i la barreja normal de macronutrients i micronutrients per cada tipus de cèl·lula. Per les cèl·lules de les plantes és especialment important enriquir amb nitrogen, fòsfor i potassi. L'aigua la proporciona el medi gelificat.

## Usos
Un cal·lus de planta consta de cèl·lules somàtiques indiferenciades provinents d'una planta adulta.
Un cal·lus no és necessàriament homogeni genèticament perquè sovint està fet de teixit estructural no pas de cèl·lules individuals. Però sovint es consideren el cal·lus suficient similars a efectes de les anàlisis estàndards científiques.
Els cal·lus vegetals presenten el fenomen regeneratiu complet de la planta conegut com a totipotència quan s'afegeixen fitohormones o enzims.
Un cal·lus és sovint l'objectiu d'una pistola genètica (gene gun) per experiment d'inserció d'ADN.
En micropropagació de plantes es fa servir el cal·lus per obtenir clons de plantes.
El cultiu de cal·lus és molt important en biotecnologia.